# Памятник Григорию Саноцкому
Памятник Григорию Саноцкому — монумент, установленный в г. Санок, Подкарпатское воеводство, Польши перед зданием городской публичной библиотеки им. Григория Саноцкого на перекрестке ул. Ленартовича, 2 и ул. Яна III Собеского.
Автор памятника — скульптор Марьян Конечны. Открытие монумента состоялось 27 апреля 1986 года.
Бронзовая статуя на каменном постаменте установлена в честь Григория из Санока (ок. 1407—1477), первого польского гуманиста, поэта эпохи Ренессанса, архиепископа львоской метрополии, уроженца города.
Представляет статую Григория Саноцкого, стоящего в полный рост, с поднятой правой рукой, в левой — открытая книга. На книге видна цитата Григория на польском языке: «Надо жить таким образом, чтобы своей деятельностью, работой, творчеством быть полезным людям. Судьба родного края и мира зависят не от надприродных сил, а от самих людей».
На каменном постаменте выбита надпись: «Григорий из Санока. 1406—1477».